# Андерсон, Маргарет Лавиния
Маргарет Лавиния Андерсон (англ. Margaret (Peggy) L. (Lavinia) Anderson; род. 18 октября 1941, Вашингтон) — американский историк, германовед, специалист по немецкой политической культуре и политическому католицизму 19-го века.
Доктор философии (1971), эмерит-профессор Калифорнийского университета в Беркли, где трудится с 1990 года, перед тем работала в Суортмор-колледже. Лауреат Judith Lee Ridge Prize (1995).
Окончила Суортмор-колледж (бакалавр истории, 1963). Степень доктора философии по истории получила в Брауновском университете. В 1970—1989 годах работала в Суортмор-колледже, в 1990—2010 годах — в Калифорнийском университете в Беркли, профессор истории. Она также исследовала геноцид армян в Османской империи.
Автор книги Practicing Democracy. Elections and Political Culture in Imperial Germany (Princeton UP, 2000; переводилась на немецкий язык {Рец.}), высоко оцененной Roger Chickering и Andrew Zimmerman. Первая книга — Windthorst: A Political Biography (Oxford UP, 1981), переводилась на немецкий язык.
Супруга историка Джеймса Шиэна, есть дочь.